# Miguelturra
Miguelturra – gmina w Hiszpanii, w prowincji Ciudad Real, w Kastylii-La Mancha, o powierzchni 118,37 km². W 2011 roku gmina liczyła 14 727 mieszkańców.